# Akephalos
Akephalos (griechisch aképhalos „ohne Kopf“) bezeichnet einen kopflosen Dämon.
Dämonen dieser Art sind in beinahe allen Kulturen bekannt und werden dabei oft als unheilbringend betrachtet. Im antiken Volksglauben waren die Akephaloi noch hingerichtete Verbrecher, die fortan kopflos umgehen mussten. Später dann wurde der Akephalos in der griechisch-ägyptischen Zauberliteratur als Gott betrachtet, dem alles offen ist. Ganz allgemein ist er jedoch ein Spukwesen und ein Morddämon.
Er wird zu magischen Zwecken sogar noch in der Volksmedizin des 15. bis 18. Jahrhunderts angerufen.
Der deutschsprachige Volksmund machte diese Dämonen zu Wiedergängern, die einen vorzeitigen, gewaltsamen oder auf andere Weise unnatürlichen Tod erlitten und so lange wandeln müssen, bis sie das von Gott ursprünglich festgesetzte Alter erreichen. Auch jene werden zu ihnen gezählt, die aufgrund ihrer verbrecherischen Taten den Tod verdient hätten, im Leben aber nie dafür bestraft wurden. Sie sollen als kopflose Dämonen im Gefolge der Wilden Jagd erscheinen, wobei zumeist der Wilde Jäger selbst ein Akephalos sein soll. Ein kopfloser Schatten soll zudem dem, der ihn erblickt, baldigen Tod bringen.
Kopflose Tiere, darunter z. B. Pferde, Hunde, Kälber und Katzen, sind überdies ebenfalls Manifestationen dieser Geister. Meist handelt es sich bei diesen aber einfach nur um eine Verwandlung der formwandelnden Akephaloi.